# Lumbrineris levinseni
Lumbrineris levinseni är en ringmaskart som beskrevs av Bidenkap in Nordgaard 1907. Lumbrineris levinseni ingår i släktet Lumbrineris och familjen Lumbrineridae. Inga underarter finns listade i Catalogue of Life.